# Celorico (São Pedro e Santa Maria) e Vila Boa do Mondego
Celorico (São Pedro e Santa Maria) e Vila Boa do Mondego (llamada oficialmente União das Freguesias de Celorico (São Pedro e Santa Maria) e Vila Boa do Mondego) es una freguesia portuguesa del municipio de Celorico da Beira, distrito de Guarda.

## Historia
Fue creada el 28 de enero de 2013 en aplicación de una resolución de la Asamblea de la República de Portugal promulgada el 16 de enero de 2013 con la unión de las freguesias de Santa Maria, São Pedro y Vila Boa do Mondego, pasando su sede a estar situada en la antigua freguesia de São Pedro.

## Demografía
| Gráfica de evolución demográfica de Celorico (São Pedro e Santa Maria) e Vila Boa do Mondego entre 2011 y 2021 |
| |
| Datos según el nomenclátor publicado por el INE portugués.                                                     |